# Nycteris thebaica
Nycteris thebaica é uma espécie de morcego da família Nycteridae. Pode ser encontrada em grande parte da África subsaariana, e também no Marrocos, Líbia, Egito (principalmente no Vale do Nilo e no Sinai), Israel e Jordânia.